# Glaphyrus viridicollis
Glaphyrus viridicollis is een keversoort uit de familie Glaphyridae. De wetenschappelijke naam van de soort is voor het eerst geldig gepubliceerd in 1846 door Lucas.